# Alstom Aventra
Alstom Aventra (спочатку розроблений як Bombardier Aventra) — британська серія пасажирських електропоїздів (EMU), спочатку розроблених Bombardier Transportation, а потім Alstom, як наступник Bombardier Electrostar. 
Має значну частину свого дизайну з останньої серії, а також має численні нові технології та забезпечує відповідність суворішим стандартам і вимогам оператора.
З 2015 року вони виробляються на заводі «Derby Litchurch Lane Works», як і попередні серії Bombardier Electrostar і Bombardier Turbostar.
«Bombardier» розпочав розробку «Aventra» в 2009 році на основі відгуків компаній, що експлуатують поїзди (TOCs) та майбутніх змін у нормативних актах. 
Він був розроблений, щоб забезпечити загальну платформу для здійснення міжрегіональних, приміських, метро і високошвидкісних пасажирських перевезень. 
Стверджується, що він є ефективнішим і гнучкішим, ніж «Electrostar», що в основному було досягнуто завдяки ширшому використанню цифрових технологій. 
Перше замовлення на Aventra надійшло з програми Crossrail. 
З тих пір багато інших операторів замовили цей тип, включаючи London Overground, Greater Anglia, South Western Railway, C2c і West Midlands Trains. 
«Bombardier» також запропонувала розробку дворежимної версії «Aventra», що має акумулятори, як заміну існуючих дизельних агрегатів.

## Варіанти «Bombardier Aventra»
| Назва     | Фото         | Оператор              | В експлуатації             | Кількість потягів | Живлення                          | Кількість вагонів у потязі | Довжина одного вагона | Пасажирський перехід у кінці транспортного засобу | Зауваження                                                                                         |
| --------- | ------------ | --------------------- | -------------------------- | ----------------- | --------------------------------- | -------------------------- | --------------------- | ------------------------------------------------- | -------------------------------------------------------------------------------------------------- |
| Class 345 | Baureihe 345 | TfL Rail              | 2017                       | 70                | 25 кВ, 50 Гц ~ (контактна мережа) | 9                          | 24 м                  | Немає                                             | Має шість дверей на вагон, призначений для лінії Елізабет                                          |
| Class 345 | Baureihe 345 | TfL Rail              | Baureihe 345 für Crossrail |                   |                                   |                            |                       |                                                   | Має шість дверей на вагон, призначений для лінії Елізабет                                          |
| Class 701 | Baureihe 701 | South Western Railway | 2020                       | 75                | 750 V = (Контактна рейка)         | 5 або 10                   | 20 м                  | Немає                                             | |
| Class 701 | Baureihe 701 | South Western Railway | Baureihe 701               |                   |                                   |                            |                       |                                                   | |
| Class 710 | Baureihe 710 | London Overground     | 2019                       | 54                | Подвійна система                  | 4 або 5                    | 20 м                  | Немає                                             | 4 двері на вагон, 48 чотиривагонних і 6 п’ятивагонних                                              |
| Class 710 | Baureihe 710 | London Overground     |                            |                   |                                   |                            |                       |                                                   | 4 двері на вагон, 48 чотиривагонних і 6 п’ятивагонних                                              |
| Class 720 | Baureihe 720 | Greater Anglia; c2c   | 2020/2021                  | 133 + 6           | 25 кВ, 50 Гц ~ (контактна мережа) | 5 або 10                   | 24 м                  | Немає                                             | 4 двері на вагон, 133 п'ятвагонні потяги для «Abellio Greater Anglia» і 6 десятивагонних для «c2c» |
| Class 720 | Baureihe 720 | Greater Anglia; c2c   |                            |                   |                                   |                            |                       |                                                   | 4 двері на вагон, 133 п'ятвагонні потяги для «Abellio Greater Anglia» і 6 десятивагонних для «c2c» |
| Class 730 | Baureihe 730 | West Midlands Trains  | 2020/2021                  | 81                | 25 кВ, 50 Гц ~ (контактна мережа) | 3 або 5                    | 24 м                  | Так                                               | 36 тривагонних потяги для приміського сполучення та 45 п’ятивагоних для регіонального руху         |
| Class 730 | Baureihe 730 | West Midlands Trains  | Baureihe 730               |                   |                                   |                            |                       |                                                   | 36 тривагонних потяги для приміського сполучення та 45 п’ятивагоних для регіонального руху         |